# Championnats d'Espagne de cyclo-cross
Les championnats d'Espagne de cyclo-cross sont organisés chaque année depuis 1929 pour les hommes élites.

Il existe également un championnat féminin, un championnat espoirs (moins de 23 ans), deux championnats juniors (17-18 ans) et cadets (15-16 ans).
Aida Nuño Palacio et Felipe Orts ont remporté chacun 7 titres. Toutefois, ce dernier est le seul à avoir gagné ses 7 titres consécutivement.

## Lieux
| Année | Lieu                          |
| 1964  | Beasain                       |
| 1965  | Bera de Bidasoa               |
| 1966  | Beasain                       |
| 1974  | Vera de Bidasoa               |
| 1978  | Amorebieta                    |
| 1992  | Burriana                      |
| 1996  | Telleriarte                   |
| 1997  | Ispáster                      |
| 1998  | Los Corrales de Buelna        |
| 1999  | Porriño                       |
| 2000  | Colombres                     |
| 2001  | Noja                          |
| 2002  | Durana                        |
| 2003  | Sotrondio                     |
| 2004  | Valladolid                    |
| 2005  | Busturia                      |
| 2006  | Ribadumia                     |
| 2007  | Alcobendas                    |
| 2008  | Villarcayo                    |
| 2009  | Valladolid                    |
| 2010  | Laredo                        |
| 2011  | Zamora                        |
| 2012  | Burgos                        |
| 2013  | Navia                         |
| 2014  | Segorbe                       |
| 2015  | Gijón                         |
| 2016  | Torrelavega                   |
| 2017  | Valence                       |
| 2018  | Legazpi                       |
| 2019  | Pontevedra                    |
| 2020  | Pontevedra                    |
| 2021  | Torrelavega                   |
| 2022  | Xátiva                        |
| 2023  | Vic                           |
| 2024  | Amurrio                       |
| 2025  | As Pontes de García Rodríguez |

## Palmarès masculin

### Élites
| Année     | Vainqueur                | Deuxième                 | Troisième                |  |
| --------- | ------------------------ | ------------------------ | ------------------------ |  |
| 1929      | Joaquín Iturri           |                          | Eusebio Bastida          |  |
| 1930      | Pas de compétition       | Pas de compétition       | Pas de compétition       |  |
| 1931      | Eusebio Bastida          | Joaquín Iturri           | Ramón Aguirresarobe      |  |
| 1932-1933 | Pas de compétition       | Pas de compétition       | Pas de compétition       |  |
| 1934      | Fermín Apalategi         |                          |                          |  |
| 1935      | Juan Salarich            | Francisco Goenaga        | Bonifacio Murillo        |  |
| 1936-1939 | Pas de compétition       | Pas de compétition       | Pas de compétition       |  |
| 1940      | Francisco Goenaga        | Juan Bautista Vallejo    | Tomás De Sosa            |  |
| 1941      | Santiago Mostajo         | Juan Bautista Vallejo    | Enrique Torres           |  |
| 1942      | Julián Berrendero        | Francisco Expósito       | Juan Bautista Vallejo    |  |
| 1943      | Miguel Lizarazu          | Sotero Lizarazu          | Ignacio Orbaiceta        |  |
| 1944      | Julián Berrendero        | Miguel Lizarazu          | Joaquín Olmos            |  |
| 1945      | Miguel Lizarazu          | Ignacio Orbaiceta        | Sotero Lizarazu          |  |
| 1946      | Miguel Lizarazu          | Francisco Michelena      | Sotero Lizarazu          |  |
| 1947      | Sotero Lizarazu          | Miguel Lizarazu          | Julián Aguirrezabal      |  |
| 1948      | Miguel Lizarazu          | Francisco Expósito       | Joaquim Filba            |  |
| 1949      | Non-attribué             | Non-attribué             | Non-attribué             |  |
| 1950      | Ignacio Esnaola          | Francisco Expósito       | Francisco Michelena      |  |
| 1951      | Francisco Expósito       | Francisco Michelena      | Ángel Bruna              |  |
| 1952      | Julián Aguirrezabal      | Miguel Chacón            | Ponciano Arbelaiz        |  |
| 1953      | Cosme Barrutia           | Joaquim Filba            | José Michelena           |  |
| 1954      | José Michelena           | Antonio Barrutia         | Miguel Chacón            |  |
| 1955      | Antonio Barrutia         | Facundo Zabaleta         | Félix Malaxechevarria    |  |
| 1956      | José Michelena           | Felipe "Katania" Alberdi | José Luis Talamillo      |  |
| 1957      | José Michelena           | Facundo Zabaleta         | Felipe "Katania" Alberdi |  |
| 1958      | José Luis Talamillo      | José Michelena           | Ignacio Morata           |  |
| 1959      | José Luis Talamillo      | Antonio Barrutia         | Miguel Urquizar          |  |
| 1960      | José Luis Talamillo      | Miguel Urquizar          | Miguel Chacón            |  |
| 1961      | Antonio Barrutia         | José Luis Talamillo      | Alfredo Irusta           |  |
| 1962      | José Luis Talamillo      | Manuel Nava              | Santos Ruiz Bermúdez     |  |
| 1963      | José Luis Talamillo      | Santos Ruiz Bermúdez     | Ignacio Morata           |  |
| 1964      | Amelio Mendíjur          | Santos Ruiz Bermúdez     | Manuel Nava              |  |
| 1965      | José Luis Talamillo      | Amelio Mendíjur          | José Martínez            |  |
| 1966      | Alfredo Irusta           | Manuel Nava              | Antonio Barrutia         |  |
| 1967      | José Martínez            | Santos Ruiz Bermúdez     | Alfredo Irusta           |  |
| 1968      | José Martínez            | Alfredo Irusta           | José Martínez Esterlich  |  |
| 1969      | Alfredo Irusta           | Félix Iturriaga          | José María González      |  |
| 1970      | José María González      | Alfredo Irusta           | José Florencio           |  |
| 1971      | Alfredo Irusta           | Pedro Rodríguez Sanjurjo |                          |  |
| 1972      | José María Basualdo      | José María González      | Juan Gorostidi           |  |
| 1973      | José María Basualdo      | José María González      | Juan Gorostidi           |  |
| 1974      | Juan Gorostidi           | José María González      | Ventura Díaz             |  |
| 1975      | Juan Gorostidi           | José A. Martínez Albeniz | José María González      |  |
| 1976      | José María Basualdo      | José A. Martínez Albeniz | Juan Gorostidi           |  |
| 1977      | José A. Martínez Albeniz | Juan Gorostidi           | Iñaki Mayora             |  |
| 1978      | Juan Gorostidi           | Joaquín Ortega           | Fernando Plaza           |  |
| 1979      | José María Yurrebaso     | Rafael González Tercero  | Juan Gorostidi           |  |
| 1980      | Iñaki Mayora             | Francisco Sala           | Jésus Lopez Soriano      |  |
| 1981      | Iñaki Mayora             | Benito Durán             | Juan Gorostidi           |  |
| 1982      | Francisco Sala           | José María Yurrebaso     | Iñaki Mayora             |  |
| 1983      | Iñaki Mayora             | José Ramón Izagirre      | José María Yurrebaso     |  |
| 1984      | Iñaki Mayora             | José María Yurrebaso     | Iñaki Vijandi            |  |
| 1985      | Francisco Sala           | José María Yurrebaso     | Iñaki Mayora             |  |
| 1986      | Iñaki Vijandi            | José María Yurrebaso     | Iñaki Mayora             |  |
| 1987      | Francisco Sala           | Jon "Tati" Egiarte       | Iñaki Vijandi            |  |
| 1988      | Francisco Sala           | Iñaki Vijandi            | José María Yurrebaso     |  |
| 1989      | José María Yurrebaso     | Francisco Sala           | Jon "Tati" Egiarte       |  |
| 1990      | José María Yurrebaso     | Francisco Sala           | Federico Echave          |  |
| 1991      | José Ramón Izagirre      | Francisco Sala           | Federico Echave          |  |
| 1992      | José Ramón Izagirre      | Jokin Mujika             | Benito Durán             |  |
| 1993      | Jokin Mujika             | José Ramón Izagirre      | Gonzalo Aguiar           |  |
| 1994      | Jokin Mujika             | Iñigo Igartua            | Francisco Pla            |  |
| 1995      | Francisco Pla            | Abel Maceira             | Iñigo Igartua            |  |
| 1996      | Jokin Mujika             | David Seco               | Mikel Insausti           |  |
| 1997      | Abel Maceira             | David Seco               | Iñaki Cendrero           |  |
| 1998      | Francisco Pla            | Iñaki Cendrero           | David Seco               |  |
| 1999      | Francisco Pla            | David Seco               | Abel Maceira             |  |
| 2000      | David Seco               | Francisco Mena           | Francisco Pla            |  |
| 2001      | David Seco               | José Manuel Osuna        | Iñaki Cendrero           |  |
| 2002      | David Seco               | Juan Carlos Garro        | Israel Nuñez             |  |
| 2003      | David Seco               | Juan Carlos Garro        | Gaizka Lejarreta         |  |
| 2004      | David Seco               | Fernando Fernández       | Haiti Ortiz              |  |
| 2005      | Unai Yus                 | David Seco               | Isaac Suarez             |  |
| 2006      | David Seco               | Óscar Vázquez            | Isaac Suarez             |  |
| 2007      | José Antonio Hermida     | Isaac Suárez             | Óscar Vázquez            |  |
| 2008      | José Antonio Hermida     | Isaac Suárez             | Javier Ruiz de Larrinaga |  |
| 2009      | Javier Ruiz de Larrinaga | Isaac Suárez             | Constantino Zaballa      |  |
| 2010      | Javier Ruiz de Larrinaga | José Antonio Hermida     | Egoitz Murgoitio         |  |
| 2011      | Javier Ruiz de Larrinaga | José Antonio Hermida     | Isaac Suárez             |  |
| 2012      | Isaac Suárez             | Egoitz Murgoitio         | Sergio Mantecón          |  |
| 2013      | Aitor Hernández          | Egoitz Murgoitio         | Javier Ruiz de Larrinaga |  |
| 2014      | Javier Ruiz de Larrinaga | Aitor Hernández          | Aketza Peña              |  |
| 2015      | Aitor Hernández          | Javier Ruiz de Larrinaga | José Antonio Hermida     |  |
| 2016      | Javier Ruiz de Larrinaga | Kevin Suárez             | Ismael Esteban           |  |
| 2017      | Ismael Esteban           | Kevin Suárez             | Javier Ruiz de Larrinaga |  |
| 2018      | Ismael Esteban           | Felipe Orts              | Aitor Hernández          |  |
| 2019      | Felipe Orts              | Ismael Esteban           | Javier Ruiz de Larrinaga |  |
| 2020      | Felipe Orts              | Kevin Suárez             | Gorka Izagirre           |  |
| 2021      | Felipe Orts              | Kevin Suárez             | Ismael Esteban           |  |
| 2022      | Felipe Orts              | Kevin Suárez             | Iván Feijoo              |  |
| 2023      | Felipe Orts              | Jofre Cullell            | Kevin Suárez             |  |
| 2024      | Felipe Orts              | Gonzalo Inguanzo         | Mario Junquera           |  |
| 2025      | Felipe Orts              | Jofre Cullell            | Mario Junquera           |  |

### Moins de 23 ans
| Année | Vainqueur          | Deuxième             | Troisième         |
| ----- | ------------------ | -------------------- | ----------------- |
| 1996  | Mikel Artetxe      | Haimar Zubeldia      | Igor Beristain    |
| 1997  | Mikel Artetxe      | Ramón Iglesias       | Óscar Pereiro     |
| 1998  | Óscar Pereiro      | Manuel Armada        | Arkaitz Ordorika  |
| 1999  | Óscar Pereiro      | Zugaitz Ayuso        | Joseba León       |
| 2000  | Juan Bello         | Iván Martínez Agirre | David Salas       |
| 2001  | Isaac Suárez       | Iban Mayoz           | Haitz Ortiz       |
| 2002  | Sem Mújica         | Narciso Piñeiro      | Aitor Hernández   |
| 2003  | Egoitz Murgoitio   | Haitz Ortiz          | Julen Zubero (eu) |
| 2004  | Ismael Esteban     | Egoitz Murgoitio     | Óscar Vázquez     |
| 2005  | Ismael Esteban     | Néstor Rodríguez     | Rubén Ruzafa      |
| 2006  | Rubén Ruzafa       | Asier Corchero       | Mauro González    |
| 2007  | David Lozano       | Ander Gómez          | Mauro González    |
| 2008  | David Lozano       | Eduard Recassens     | Gorka Izagirre    |
| 2009  | David Lozano       | Daniel Ania          | Mauro González    |
| 2010  | David Lozano       | Iñigo Gómez          | Daniel Ruiz       |
| 2011  | Jon Ander Insausti | Daniel Ruiz          | Óscar Bonete      |
| 2012  | Marcos Altur       | Iñigo Gómez          | Jon Gómez         |
| 2013  | Jonathan Lastra    | Kevin Suárez         | Iñigo Gómez       |
| 2014  | Jonathan Lastra    | Jon Ander Insausti   | Alex Aranburu     |
| 2015  | Kevin Suárez       | Felipe Orts          | Raúl Fernández    |
| 2016  | Felipe Orts        | Adrián García Montes | Mario Junquera    |
| 2017  | Felipe Orts        | Samuel González      | Jokin Alberdi     |
| 2018  | Jofre Cullell      | Mario Junquera       | Xabier Murias     |
| 2019  | Iván Feijoo        | Jofre Cullell        | Xabier Murias     |
| 2020  | Iván Feijoo        | Gonzalo Inguanzo     | Xabier Murias     |
| 2021  | Iván Feijoo        | Jofre Cullell        | Xabier Murias     |
| 2022  | Javier Zaera       | Gonzalo Inguanzo     | Miguel Rodríguez  |
| 2023  | Gonzalo Inguanzo   | Miguel Rodríguez     | Alain Suárez      |
| 2024  | Raúl Mira Bonastre | Alain Suárez         | Gorka Corres      |
| 2025  | Miguel Rodríguez   | Raúl Mira Bonastre   | Gorka Corres      |

### Juniors
| Année | Vainqueur             | Deuxième           | Troisième             |
| ----- | --------------------- | ------------------ | --------------------- |
| 1973  | Julián Franch         |                    |                       |
| 1974  | Juan Nicieza          |                    |                       |
| 1975  | Mariano Altube        |                    |                       |
| 1976  | José Recio            |                    |                       |
| 1977  | Ricardo Galdós        |                    |                       |
| 1978  | Federico Echave       |                    |                       |
| 1979  | Iñaki Vijandi         |                    |                       |
| 1980  | Jokin Mujika          |                    |                       |
| 1981  | Andoni Garai          |                    |                       |
| 1982  | Andoni Balboa (es)    |                    |                       |
| 1983  | Fernando Pérez        |                    |                       |
| 1984  | Óscar Echevarria      |                    |                       |
| 1985  | Alfredo Irusta (es)   |                    |                       |
| 1986  | Alfredo Irusta (es)   |                    |                       |
| 1987  | Alfredo Irusta (es)   |                    |                       |
| 1988  | Aitor Odriozola       |                    |                       |
| 1989  | Álvaro Fernández      |                    |                       |
| 1990  | Álvaro Fernández      |                    |                       |
| 1991  | Mikel Insausti        |                    |                       |
| 1992  | Abel Maceira          |                    |                       |
| 1993  | Igor Astarloa         | Roberto Ramírez    | Aitor Díaz            |
| 1994  | Igor Astarloa         | Roberto Ramírez    | Iban Mayo             |
| 1995  | Iban Mayo             | Mikel Artetxe      | Haimar Zubeldia       |
| 1996  | Gaizka Lejarreta (es) | Juan Bello         | Julen Fernández (es)  |
| 1997  | Aitor Galdós          | Zugaitz Ayuso      | Andoni Aranaga        |
| 1998  | Raúl Salas            | Haitz Ortiz        | Aitor Núñez           |
| 1999  | Pablo San José        | Narciso Piñeiro    | Haitz Ortiz           |
| 2000  | Koldobika Aguirre     | José Antonio Díez  | Julen Zubero (eu)     |
| 2001  | Koldobika Aguirre     | Andrés Estévez     | Ismael Esteban        |
| 2002  | Eladio Sánchez        | Onaitz Munduate    | Xabier Goenaga        |
| 2003  | Néstor Rodríguez      | Delio Fernández    | Gorka Ruiz de Gordoa  |
| 2004  | Miguel Vallés (es)    | Hugo Martínez      | Jokin Irazola         |
| 2005  | Erlantz Uriarte       | Víctor Rodríguez   | Ander Gómez           |
| 2006  | David Lozano          | Adrián Rodríguez   | Ion Izagirre          |
| 2007  | Jon Ander Manjón      | Hermes González    | Fernando San Emeterio |
| 2008  | Fernando San Emeterio | Josep Nadal        | Íñigo Gómez           |
| 2009  | Josep Nadal           | Íñigo Gómez        | Ismael Félix Barba    |
| 2010  | Jon Ander Insausti    | Peio Goikoetxea    | Paulo González        |
| 2011  | Pablo Rodríguez       | Jonathan Lastra    | Marcos Altur          |
| 2012  | Kevin Suárez          | José Manuel Ribera | Jaime Campo           |
| 2013  | Felipe Orts           | Alex Aranburu      | Diego Pablo Sevilla   |
| 2014  | Raúl Fernández        | Vicent Martínez    | Josep Llinares        |
| 2015  | Jokin Alberdi         | Jon Gil            | Richard Brun          |
| 2016  | Jokin Alberdi         | Iván Feijoo        | Jofre Cullell         |
| 2017  | Iván Feijoo           | Jofre Cullell      | Xabier Murias         |
| 2018  | Carlos Canal          | Gonzalo Inguanzo   | Adrián Barros         |
| 2019  | Carlos Canal          | Gonzalo Inguanzo   | Ibai Ruiz de Arcaute  |
| 2020  | Igor Arrieta          | Aitzol Sasieta     | Alain Suárez          |
| 2021  | Miguel Rodríguez      | Alain Suárez       | Rubén Sánchez         |
| 2022  | Ricardo Buba          | Raúl Mira          | Carlos Gámez          |
| 2023  | Gorka Corres          | Hodei Muñoz        | Emilio Reinoso        |
| 2024  | Hodei Muñoz           | Unax Galán         | Canor Arboleya        |
| 2025  | Benjamín Noval        | Raul Lopez Sainz   | Raul Puelles          |

### Cadets
| Année | Vainqueur             | Deuxième           | Troisième             |
| ----- | --------------------- | ------------------ | --------------------- |
| 1987  | Aitor Odriozola       |                    |                       |
| 1988  | Aitor Aburuza         |                    |                       |
| 1989  | Íñigo Roldán          | David Seco (es)    | Javier Aranegui       |
| 1990  | Abel Maceira          |                    |                       |
| 1991  | Isidro Fernández      |                    |                       |
| 1992  | Xabier Tomás          |                    |                       |
| 1993  | Pablo Pardilla        | Aitor Silloniz     | Marcos Gallego        |
| 1994  | Gaizka Lejarreta (es) | Arkaitz Santamaria | Pablo Pardilla        |
| 1995  | Andoni Aranaga        | Isaac Suárez       | Sergio Calatayud      |
| 1996  | Christian Sorreluz    | Julen Saldías      | Ibai Gorostidi        |
| 1997  | Narciso Piñeiro       | Rubén Pérez        | Iban Mayoz            |
| 1998  | Alejandro Iglesias    | Javier Fernández   | Aitor Hernández       |
| 1999  | Egoitz Murgoitio      | Koldobika Aguirre  | Xabier Lejarcegi      |
| 2000  | Eduardo Mosquera      | Eladio Sánchez     | Serafín Martínez      |
| 2001  | Néstor Rodríguez      | Antonio Martínez   | Miguel Vallés (es)    |
| 2002  | David Abal            | Jokin Irazola      | Arkaitz Durán         |
| 2003  | Gorka Izagirre        | Egoitz Berasategi  | Erlantz Uriarte       |
| 2004  | Asier Salazar         | Ion Izagirre       | Gabriel Sabaté        |
| 2005  | Víctor Cabedo         | Ramón Domene       | Jon Ander Manjón      |
| 2006  | Ramón Domene          | Cristóbal Sánchez  | Fernando San Emeterio |
| 2007  | Ion Gómez             | Íñigo Gómez        | Alberto Sainz         |
| 2008  | Paulo González        | Alex Raya          | Íñigo Quintano        |
| 2009  | Jonathan Lastra       | Marcos Altur       | Pablo Rodríguez       |
| 2010  | José Manuel Ribera    | Pello Olaberria    | Kevin Suárez          |
| 2011  | Víctor Aguado         | Marcos Villar      | Enero Corrales        |
| 2012  | Diego Pablo Sevilla   | Vicent Martínez    | Josep Llinares        |
| 2013  | Unai Orbea            | Pablo Alonso       | Mario Junquera        |
| 2014  | Jokin Alberdi         | Jofre Cullell      | Richard Brun          |
| 2015  | Jofre Cullell         | Iván Feijoo        | Pol Hernández         |
| 2016  | Gonzalo Inguanzo      | Jon Calvo          | Saúl Calzada          |
| 2017  | Gonzalo Inguanzo      | Carlos Canal       | Daniel Eguia          |
| 2018  | Alain Suárez          | Iker Ugarte        | Daniel Criado         |
| 2019  | Rubén Sánchez         | Miguel Díaz        | Marc Masana           |
| 2020  | Iván Gomar            | Pau Martí          | Iván Fernández        |
| 2021  | Carlos Gámez          | Mikel Regil        | Adrián Valle          |
| 2022  | David Ivars           | Roc Cubí           | Hodei Muñoz           |
| 2023  | Roc Cubí              | Canor Arboleya     | Martí Martínez        |

## Palmarès féminin

### Élites
| Année | Vainqueur           | Deuxième                 | Troisième              |
| ----- | ------------------- | ------------------------ | ---------------------- |
| 1999  | Maria Carmen Armada | Maria Fernanda Espineira | Maria Jesus Barrios    |
| 2000  | Rocio Gamonal       | Lidia Fuentes            | Maria Jesus Barrios    |
| 2001  | Maria Carmen Armada | Maria Fernanda Espineira | Lidia Fuentes          |
| 2002  | Aida Nuño Palacio   | Rocio Gamonal            | Nekane Lasa            |
| 2003  | Aida Nuño Palacio   | Nekane Lasa              | Rocio Gamonal          |
| 2004  | Nekane Lasa         | Rocio Gamonal            | Ruth Moll              |
| 2005  | Rosa Bravo          | Rocio Gamonal            | Ruth Moll              |
| 2006  | Rosa Bravo          | Rocio Gamonal            | Ruth Moll              |
| 2007  | Rocio Gamonal       | Rosa Bravo               | Ruth Moll              |
| 2008  | Ruth Moll           | Rocio Gamonal            | Ione Mujika            |
| 2009  | Rocio Gamonal       | Margarita Fullana        | Rosa Bravo             |
| 2010  | Rocio Gamonal       | Rocio Martín             | Rosa Bravo             |
| 2011  | Aida Nuño Palacio   | Lucía González           | Mercedes Pacios        |
| 2012  | Rocio Martín        | Isabel Castro            | Lucía González         |
| 2013  | Lucía González      | Aida Nuño Palacio        | Olatz Odriozola        |
| 2014  | Aida Nuño Palacio   | Rocio Martín             | Rocio Gamonal          |
| 2015  | Rocio Gamonal       | Lucía González           | Aida Nuño Palacio      |
| 2016  | Aida Nuño Palacio   | Lucía González           | Alicia González        |
| 2017  | Alicia González     | Aida Nuño Palacio        | Lucía González         |
| 2018  | Aida Nuño Palacio   | Lucía González           | Olatz Odriozola Mugica |
| 2019  | Aida Nuño Palacio   | Lucía González           | Sandra Trevilla        |
| 2020  | Lucía González      | Aida Nuño Palacio        | Paula Diaz Lopez       |
| 2021  | Lucía González      | Aida Nuño Palacio        | Sara Cueto Vega        |
| 2022  | Lucía González      | Aida Nuño Palacio        | Sofía Rodríguez        |
| 2023  | Lucía González      | Sofía Rodríguez          | Alba Teruel            |
| 2024  | Lucía González      | Sofía Rodríguez          | Irene Trabazo          |
| 2025  | Sofía Rodríguez     | Lucía González           | Sara Cueto             |

### Moins de 23 ans
- 2010 : Lucia González Blanco

- 2019 : Luisa Ibarrola
- 2020 : Sofía Rodríguez
- 2021 : Sara Bonillo
- 2022 : Lucía Gómez
- 2023 : Lucía Gómez
- 2024 : Marta Cano
- 2025 : Marta Beti

### Juniors
| - 2006 : Maria José Gomez Lopez - 2007 : Lucia González Blanco - 2009 : Sandra Trevilla - 2010 : Tania Calvo - 2015 : Rocío García - 2017 : Sofía Rodríguez - 2018 : Luisa Ibarrola - 2019 : Lucía Gómez - 2020 : Lucía Gómez - 2021 : Lydia Pinto Larenjo - 2022 : Marta Beti - 2023 : Marta Cano - 2024 : Lorena Patiño - 2025 : Lorena Patiño |

## Sources
- Siteducyclisme.net
- (en) Résultats 2010
- (en) Résultats 2011

- (es) Cet article est partiellement ou en totalité issu de l’article de Wikipédia en espagnol intitulé « Campeonato de España de Ciclocross » (voir la liste des auteurs).